# ماكسيمو ألونسو
ماكسيمو ألونسو (بالإسبانية: Máximo Alonso) هو لاعب كرة قدم أوروغواياني، ولد في 5 يوليو 2002 في مالدونادو (الأوروغواي) في الأوروغواي.

## وصلات خارجية
- ماكسيمو ألونسو على موقع قاعدة بيانات كرة القدم.إي يو (الإنجليزية)
- ماكسيمو ألونسو على موقع Soccerway.com (الإنجليزية)
- ماكسيمو ألونسو على موقع عالم كرة القدم.نت (الإنجليزية)